# Adam i Eva (Dürer)
Adam i Eva (en alemany, Adam und Eva) és una parella de pintures realitzada per l'artista alemany Albrecht Dürer. Estan pintades a l'oli sobre taula. Daten de l'any 1507, segons consta en un cartell al costat d'Eva. Ambdues mesuren 209 cm d'alt, i pel que fa a l'amplada, una mesura 81 cm. i l'altra 80. S'exhibeixen actualment al Museu del Prado de Madrid.

## Història
Dürer va pintar aquestes dues taules després del seu segon viatge a Venècia, època en què el pintor va aprofundir al domini del color i, a més a més, va cercar, també matemàticament, l'ideal formal clàssic.
Van formar part de les col·leccions de Rodolf II al castell de Praga. Durant la Guerra dels Trenta Anys, exèrcits suecs i saxons van saquejar el mencionat castell i aquestes obres en concret van acabar sent propietat del rei suec. La seva filla, la reina Cristina, les va regalar al rei espanyol Felip IV el 1654.
El rei Carles III va ordenar el 1777, que aquests quadres, al costat d'altres nus, es mantinguessin amagats a l'Acadèmia de San Fernando. El 1827 van passar al Museu del Prado. Tanmateix, ja que es tractava de nus, es van confinar en una sala tancada i no van ser exhibits públicament fins a l'any 1833.

## Descripció
Dürer va representar, a dues taules independents, a Adam i Eva. A la d'Adam es presenta la figura d'aquest sobre un fons fosc, de manera que tota l'atenció se centra en la figura masculina que està dreta, pintat dret, sobre un terreny irregular ple de pedres. El cos d'Adam presenta un lleu decantament. Subjecta una branca del pomer on es troba enrotllada la serp, de tal manera que els seus genitals queden coberts amb aquesta branca amb fulles i una poma. El seu rostre és jove, de faccions proporcionades, mostrant una expressió de sorpresa. Els seus rínxols rossos ondegen al vent.
Eva roman al costat de l'arbre, veient-se la serp enrotllada al voltant d'una de les branques. També està representada dempeus, però la seva actitud és distinta. No inclinada, es presenta de front, avançant la cama dreta. El seu sexe, com el d'Adam, està tapat; al cas d'Eva, amb les fulles d'una branca que es troba a la zona esquerra de la composició. Com és tradicional a l'art, el color de la pell d'Eva és més clar que el d'Adam. El rostre d'Eva és clar, i encara desprèn innocència. La seva llarga cabellera rossa també ondeja al vent.